# معتز مطر
معتز علوي مطر (4 يونيو 1974-) هو صحفي وإعلامي مصري ذاع صيته بعد ثورة 25 يناير 2011 في مصر عبر برنامجه مع معتز على قناة الشرق، واشتهر بنقده اللاذع للحكومة المصرية بعد الانقلاب العسكري وللحكومات العربية.

## مسيرته المهنيه
عمل بالصحافة في بداياته، ثم عمل إعلاميًا رياضيًا في شبكتي فن ومودرن، وبعد ثورة يناير. قدم برنامج محطة مصر على قناة مودرن حرية التابعه لشبكة مودرن حتى تركها في فبراير 2012 بسبب (قطع الصوت عنه بدون سبب) وغاب فترة طويلة ثم عاد ليقدم برنامج بنفس الاسم على قناة مصر 25 الناطقة باسم جماعة الإخوان المسلمين واستمر فيه عدة شهور حتى ترك القناة بسبب تدخل القناة في سياسات البرنامج، ثم عاد بعد الانقلاب ليقدم برنامج (مع معتز) على قناة الشرق.
في نيسان من عام 2021، قال معتز مطر، إن نظام السيسي كان مصرًّا على إسكات برنامجه «مع معتز» الذي يقدمه على قناة الشرق، مرجحًا إمكانية أن يغادر إسطنبول ويواصل عرض رسالته عبر مواقع التواصل الاجتماعي. وفي حوار خاص مع «الجزيرة نت»، قال مطر إنه قرر الابتعاد في الوقت الحالي كي لا يكون عبئًا على السلطات التركية أو على قناة الشرق، موضحا أنه كان يتوقع توقف برنامجه الذي يبث منذ سنوات، مؤكدًا أن عدة أنظمة عربية حاربته، وليس نظام الرئيس المصري عبد الفتاح السيسي فقط.
في ديسمبر 2021، أعلن مطر عن الاستمرار في نهجه المعارض معلناً عن اكتمال التجهيزات لبرنامجه الجديد من لندن حيثُ مكان إقامته الجديد بعد مغادرته تركيا.

## التتبعات العدلية
- في 8 يوليو/تموز 2015، قضت محكمة جنح الدقي المصرية بحبس معتز مطر وزميله الإعلامي محمد ناصر علي غيابيا عشر سنوات، لاتهامه بمحاولة «قلب نظام الحكم والتحريض ضد مؤسسات الدولة، والترويج للقيام بأعمال عنف ضد رجال الجيش والشرطة».[5]
- في الخامس من يونيو 2016، أصدرت نفس المحكمة حكما غيابيا بالسجن عامين، وكفالة 5000 جنيه مصري على الإعلامييْن محمد ناصر وزميله معتز مطر، بتهم التحريض وبث الشائعات ضد القوات المسلحة والشرطة ومؤسسات الدولة، والسخرية من عبد الفتاح السيسي».[6]

## حملة «إطمن إنت مش لوحدك»
في مارس 2019، أطلق معتز مطر حملة إطمن إنت مش لوحدك عبر برنامجه مع معتز؛ تهدف إلى طمأنة كل مناصر للثورة بأنه ليس وحيدا. وجاء هذا الحراك على خلفية الغضب الشعبي إثر حادث قطار محطة رمسيس بالقاهرة في السابع والعشرين من شهر فبراير من نفس السنة، التي أسفرت عن مقتل 28 شخصا وإصابة 50 آخرين، ودفعت وزير النقل هشام عرفات إلى الاستقالة، فضلا عن إقالة رئيس هيئة السكك الحديد. لقيت الحملة تجاوبا شعبيا كبيرا أربك الحكومة المصرية. وهو ما تسبب في اختفاء إثنين من أشقائه مع زوجاتهما وأبنائهم، لتعلن الحكومة لاحقا عن اعتقالهم لقضايا مرتبطة بالإرهاب.
أدى التنكيل بأسرة الإعلامي معتز مطر إلى استياء دولي من عدة أشخاص ومنظمات فقد أدانت المنظمة العربية لحقوق الإنسان في بريطانيا قيام السلطات المصرية باعتقال تسعة أفراد من عائلة الإعلامي معتز مطر، وتعريضهم للاختفاء القسري لليوم الثالث على التوالي. واصلت السلطات المصرية التنكيل بأسرته عبر اعتقال أفراد آخرين، بعد الحملة الثانية. ليبلغ إجمالي المعتقلين إلى ثلاثة عشر فردا.